# Нахар (гора)
Нахар — группа вершин на Кавказе, на территории республики Карачаево-Черкесия.
Вершина Северный, или Большой, Нахар (3780 м) находится в коротком (около 12 км) одноимённом северном отроге Главного Кавказского хребта между реками Нахар и Гондарай. Отрог начинается от горы Южный Нахар (3539? м) и заканчивается стрелкой рек Махар-Су (Нахар) и Гондарай. Кроме Южного Нахара в гребне выделяют Средний Нахар (3646 м), возвышающийся над гребнем острым двузубцем. Названия этих вершин связываются с одноимённым перевалом, который издавна использовался сванами для перегона скота (бык по-свански — нахар).
Первое покорение массива Нахар относится к 1904 году, когда в сопровождении проводника X. Иосси на Средний Нахар поднялся австриец А. Фишер во время своего известного путешествия по Западному Кавказу. В 1937 году группа Б. Саковича впервые поднялась на Большой Нахар с северо-востока.